# Brunon Widuch
Brunon Widuch (ur. 4 października 1929 w Świętochłowicach, zm. 17 sierpnia 2023) – polski inżynier, hutnik.

## Życiorys
Ukończył wydział ślusarsko-mechaniczny Gimnazjum Przemysłowego Huty Florian oraz wydział mechaniczny Państwowego Liceum Przemysłu Hutniczego w Nowym Bytomiu. W 1950 roku jako technik mechanik uzyskał Dyplom Przodownika Nauki i Pracy Społecznej od Szkolnej Komisji Rekrutacyjnej (uprawniał on do wstąpienia na studia wyższe bez egzaminu). W latach 1950–56 studiował w Gliwicach na Politechnice Śląskiej, na wydziale mechanicznym. Zdobył tytuł mgr inż. mechanika. Jako absolwent wyższych studiów technicznych (specjalizacja I stopnia; maszyny i urządzenia kuźnicze i walcownicze, specjalizacja II stopnia; maszyny i technologia przeróbki plastycznej) podjął pracę w Hucie Batory w Chorzowie.
Pracował na różnych stanowiskach, jak;
- kierownik utrzymania ruchu walcowni blach grubych,
- zastępca głównego mechanika Huty,
- główny inżynier do spraw energomechanicznych,
- przewodniczący komisji ds. oceny projektów wynalazczości[1].

Brał udział w uruchamianiu nowych urządzeń na wszystkich wydziałach produkcyjnych a przy modernizacji kontrolował podejmowane decyzje zakupowe dot. urządzeń do bezpośredniej produkcji. Reprezentował Hutę Batory w czasie negocjacji z partnerami w kraju i za granicą.  Współorganizował konferencje naukowe krajowe i międzynarodowe. Zrealizowano ponad 100 jego usprawnień racjonalizatorskich. Pisał i publikował teksty z historii hutnictwa oraz przemysłu ciężkiego na Śląsku. Był współautorem monografii „Huta Batory” z 1993 roku. Uprawiał turystykę górską w Beskidach i turystykę wysokogórską w Tatrach oraz kajakarstwo, żeglarstwo i narciarstwo. Spoczywa na cmentarzu parafii św. Jadwigi w Chorzowie.

## Praca społeczna
Działał w Stowarzyszeniu Inżynierów i Techników Przemysłu Hutniczego (członek honorowy SITPH). Od 1977 roku członek Komisji Historii i Ochrony Zabytków Hutnictwa przy Zarządzie Głównym SITPH (od 1996 zastępca przewodniczącego).

## Odznaczenia i nagrody

### Odznaczenia państwowe;
- 1968 Srebrny Krzyż Zasługi,
- 1977 Złoty Krzyż Zasługi,
- 1984 Medal 40-lecia PRL,
- 1985 Krzyż Kawalerski Orderu Odrodzenia Polski[1].

### Odznaki i medale branżowe, m.in.;
- Ligi Obrony Kraju,
- Ligi Ochrony Przyrody,
- Naczelnej Organizacji Technicznej (w 1987 srebrna odznaka NOT, w 1992 złota odznaka NOT),
- Stowarzyszenia Inżynierów i Techników Przemysłu Hutniczego (w 1981 srebrna odznaka SITPH, w 1983 złota odznaka SITPH, w 1998 medal im. Stanisława Staszica).
- Ministra Kultury i Sztuki Rzeczypospolitej Polskiej (w 1995 srebrna odznaka za opiekę nad zabytkami, w 1999 złota odznaka za opiekę nad zabytkami)[1].

### Odznaki Honorowe, m.in.;
- Huty Batory,
- województwa katowickiego,
- Ministerstwa Energetyki,
- Miasta Chorzowa,
- województwa śląskiego[1].

## Publikacje
- B. Widuch i inni, Huta Batory, Chorzów: Huta Batory S.A. w Chorzowie, 1993 (pol.). Brak numerów stron w książce
- S. Kmiecik, B. Widuch (red.), Walenty Roździeński 1570-1641 i jego poemat Officina Ferraria :, Katowice: SITPH, 2002 (pol.). Brak numerów stron w książce
- Zbigniew Kapała (red.), Chorzowski słownik biograficzny, wyd. Edycja nowa, Chorzów: Muzeum w Chorzowie, 2007, ISBN 978-83-926587-0-2. Brak numerów stron w książce
- Jerzy Jurzykowski i inni red., Wpływ przemysłu na rozwój Chorzowa: konferencja zorganizowana w Chorzowie 19 września 2007 r. przez Stowarzyszenie Inżynierów i Techników Przemysłu Hutniczego w Polsce, Katowice: Stowarzyszenie Inżynierów i Techników Przemysłu Hutniczego, 2007, ISBN 978-83-925729-1-6 [dostęp 2024-11-29]. Brak numerów stron w książce
- Brunon Widuch, Powstanie hut żelaza na Górnym Śląsku, [w:] Jacek Kurek (red.), U przemysłowych źródeł kultury: z dziejów Chorzowa i Górnego Śląska w XIX i XX wieku, Wyd. 1, Chorzów: Miejski Dom Kultury "Batory", 2004, ISBN 978-83-908549-2-2. Brak numerów stron w książce
- Brunon Widuch, Wincent Nawrat (1896-1962), [w:] Marian Piegza (red.), Świętochłowice i świętochłowiczanie (pol.). Brak numerów stron w książce